# Where You Are (Socialburn)
Where You Are è il terzo album studio del gruppo post-grunge statunitense Socialburn, pubblicato a febbraio del 2003.
Fino ad oggi l'album ha venduto più di 100 000 copie, nonostante la promozione relativamente scarsa.

## Tracce
1. Break Back - 3:36   (Neil Alday, Dusty Price, Chris Cobb)
2. Down - 3:14   (Neil Alday, Dusty Price )
3. Ashes - 4:18   (Neil Alday, Kurzweg )
4. Everyone - 3:47   (Neil Alday, Chris Cobb)
5. I'm Happy - 4:28   (Neil Alday, Dusty Price)
6. One More Day - 3:54   (Neil Alday, Dusty Price)
7. U - 4:59   (Neil Alday, Chris Cobb)
8. Never Be The Same - 4:13   (Neil Alday )
9. Utopia - 4:28   (Dusty Price)
10. Vacancy - 2:57   (Neil Alday, Dusty Price)
11. Pretend - 3:48   (Neil Alday, Chris Cobb )
12. Stacy - 3:49   (Neil Alday, Dusty Price, Chris Cobb )